# Kanot
Kanot is een bestuurslaag in het regentschap Aceh Utara van de provincie Atjeh, Indonesië. Kanot telt 575 inwoners (volkstelling 2010).